# Konapanlampi
Konapanlampi eller Konananjärvi är en sjö i Finland. Den ligger i kommunen Sotkamo i landskapet Kajanaland, i den centrala delen av landet, 500 km norr om huvudstaden Helsingfors. Konapanlampi ligger 142,3 meter över havet. Den är 6,18 meter djup. Arean är 65,4 hektar och strandlinjen är 6,76 kilometer lång. Sjön  ingår i Uleälvens huvudavrinningsområde. 